# 竹谷贤二
竹谷贤二（日语：／ Takeya Kenji，1969年11月7日—），日本男子自行车运动员。他曾代表日本参加2002年亚洲运动会自行车比赛，获得一枚金牌。他也曾参加2004年夏季奥林匹克运动会。